# Sarlabot
La race Sarlabot ou race désarmée ou race cotentine sans cornes  ou normande améliorée est une race bovine française sans cornes créée vers 1840-1850 par Henri Philippe-Auguste Dutrône (1796-1866), éleveur à Trousseauville-Dives. Il souhaitait ainsi créer une race de bovins inoffensifs et éviter les accidents. Cette race connut une certaine notoriété et était en voie d'extinction vers 1900.
C'est sous le nom de Sarlabot qu'un Bœuf Gras de cette race a participé au cortège des Bœufs Gras au Carnaval de Paris en 1857 et un autre en 1858.
Sarlabot est à Trousseauville-Dives le nom de la ferme où la race a été créée, ainsi que du château où à l'époque habite Dutrône. La ferme fut transformée par la suite en restaurant et à présent n'existe plus. Il exista également un golf de Sarlabot. Le château est toujours là. Et un nouveau quartier de Dives-sur-Mer – situé en contrebas et créé en 2009, – porte le nom de Sarlabot.

## À propos de la race Sarlabot

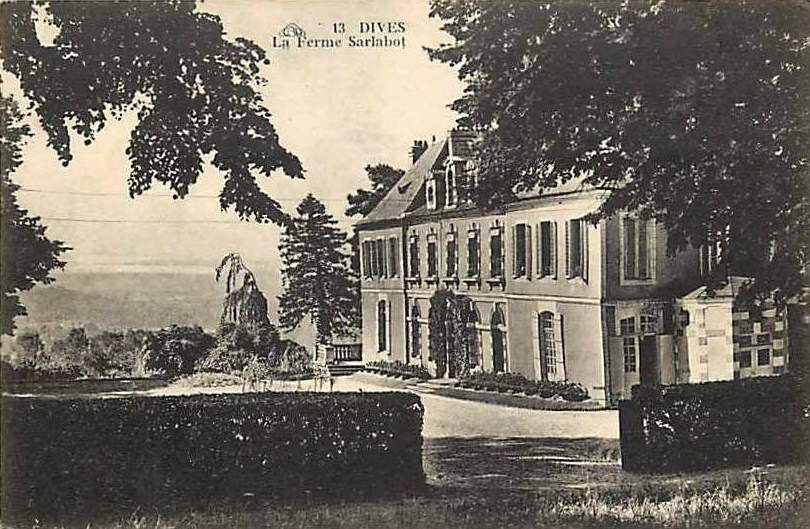
La ferme Sarlabot.

En 1857, au cortège carnavalesque parisien des Bœufs Gras, un des Bœufs Gras fait sensation. Il s'appelle Sarlabot, du nom de la ferme de Trousseauville-Dives dont il vient. Au-dessus de lui, sur son char, une banderole annonce : « SARLABOT, Bœuf sans Cornes de Race Normande ». Il appartient à une nouvelle race sans cornes créée en France : la race Sarlabot.
La Presse littéraire le 15 mars 1857 parle de : « Sarlabot, le bœuf de la nouvelle race cotentine, autrement dit normande, élevé et engraissé par M. Dutrône, sur son domaine de Sarlabot, à Trousseauville, canton de Dozulé (Calvados). »
La Presse du 23 février 1857 parle également de « Sarlabot » et souligne son absence de cornes : « le bœuf de race sans cornes, qui a fait hier l'admiration des connaisseurs ».
Il s'agit d'un bœuf sans cornes, obtenu par des croisements de bovins de race Cotentine avec une race anglaise sans corne qui constituera la Red Poll (Suffolk). Cette race nouvelle est le produit de 18 années d'efforts de son créateur. Le Journal d'agriculture pratique publie en 1857 un portrait gravé de la bête, qui est repris pour illustrer deux brochures sur Sarlabot : Rapport de M. Magne et lettre de M.M. les membres du syndicat de la boucherie de Paris sur Sarlabot et Rapport sur Sarlabot Ier bœuf de la race Cotentine sans cornes.
On lit dans ce dernier rapport, fait en 1858 à la Société impériale zoologique d'acclimatation par Urbain Leblanc, membre de l'Académie de médecine et président de la Société de médecine vétérinaire de Paris :

« M. Dutrône, conseiller honoraire à la Cour impériale d'Amiens, alarmé des quasi-délits, des accidents et des inconvénients de toute sorte qui proviennent de la présence des cornes chez l'espèce bovine, s'est appliqué à constituer une race nationale sans cornes, en alliant des animaux appartenant aux races anglaises et écossaises à tête nue avec des sujets à cornes de la race française COTENTINE ou normande. »

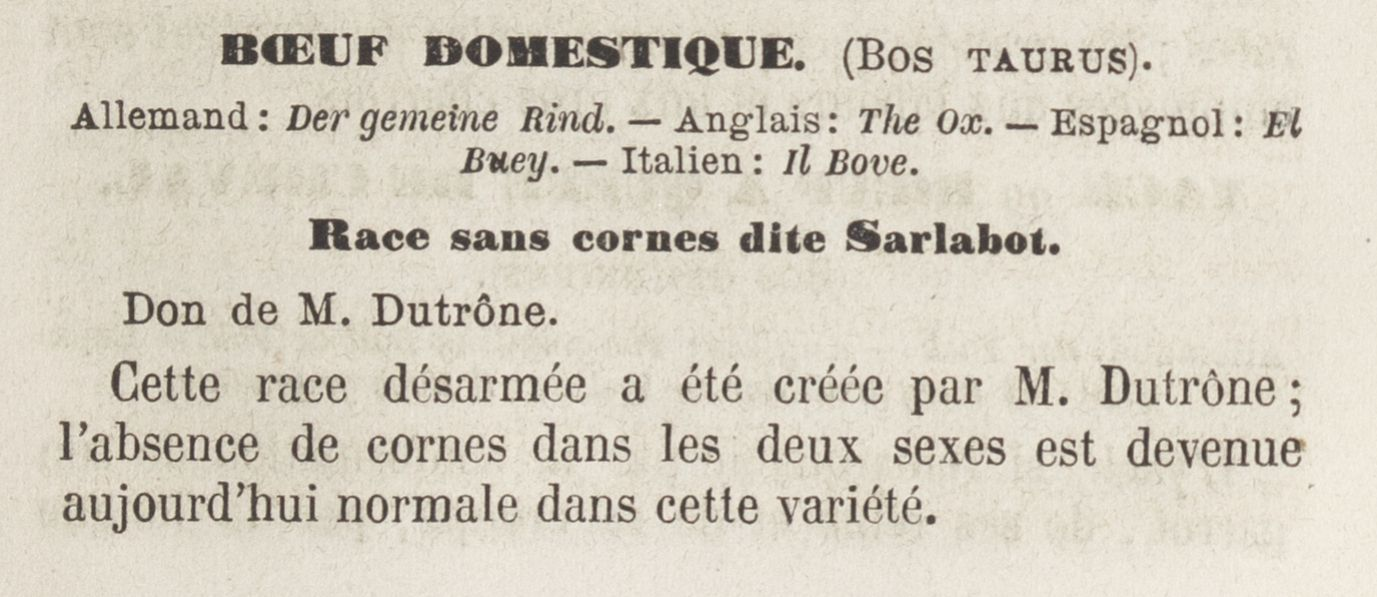
Un bœuf Sarlabot fait partie des collections du Jardin d'Acclimatation à Paris en 1865.

Le Journal d'agriculture pratique nous apprend que plusieurs animaux de la race Sarlabot ont été répartis dans les environs de Paris et à Paris même, — qu'un taureau et une vache ont été donnés par M. Dutrône au Muséum d'histoire naturelle, — qu'une vache se trouve encore à l'ermitage de Sannois, près d'Enghien, chez M. Féline, et une autre chez M. Levasseur, à Maisons-Laffitte ; elles sont très bonnes laitières.— Il en a été de même de deux vaches mises par M. Dutrône à la disposition de M. Magne, qui a constaté à l'école d'Alfort leur qualité supérieure. Enfin, une vache donnée à une loterie en faveur de Petit-Bourg, est échue à M. Vuillaume, aux Thernes, où ses qualités laitières sont encore notoires.
Après celui de 1857, le deuxième Bœuf Gras Sarlabot qui défile au Carnaval de Paris en 1858, est jugé si réussi par les bouchers parisiens, qu'ils font porter en tête de l'animal ces mots sur un écusson : « La boucherie reconnaissante pour la formation de la race sans cornes Sarlabot. »
Juste après le défilé 1858, le célèbre boucher Duval ayant acheté le Bœuf Gras Sarlabot, exige qu'il lui soit livré immédiatement. Dutrône refuse de le livrer avant quinze jours. Duval, qui s'estime lésé, attaque en justice Dutrône. Demande des dommages et intérêts. Pour justifier sa demande, il détaille avec précision le budget du défilé des Bœufs Gras 1858 dont il est l'organisateur. La dépense totale s'élève à 14 187 francs et 10 centimes. Il perd son procès.
Dutrône cherche à propager la race qu'il a créée y compris hors de France. En août 1859, il offre un taureau et une génisse Sarlabot au roi et à la reine de Grèce.

## Des opposants à la race Sarlabot

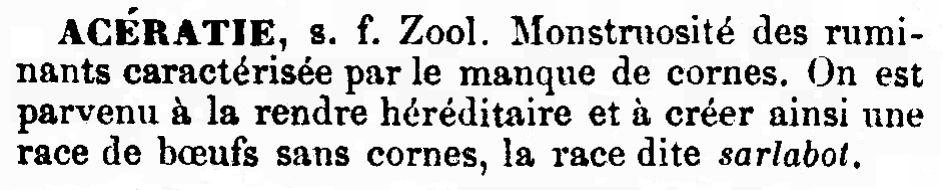
Maurice La Châtre, Nouveau dictionnaire universel, Paris 1865.

Dutrône n'a pas connu que des encouragements pour créer sa race. Comme le relève en passant L'Illustration, du 7 mars 1857, parlant de Dutrône : « Ainsi non content d'avoir, malgré bien des mauvais vouloirs, constitué dans sa province la souche d'une précieuse race ».
Les sociétés d'éleveurs ont toujours refusé d'accorder à la race Sarlabot une catégorie spéciale.
C'est le rejet de la race Sarlabot par les éleveurs, pour des motifs qui ont été critiqués, qui finira par la faire disparaître.

## Un jugement sévère de la race Sarlabot en 1867
Rendant compte des animaux présentés à l'Exposition universelle de 1867, le Journal d'agriculture pratique juge sévèrement les bœufs de race Sarlabot.

## La fin du dernier troupeau en 1907
En juillet 1907, J. Giniéis, dans le Recueil de médecine vétérinaire fait l'histoire et la description de la race Sarlabot, et annonce son extinction, en dépit de ses qualités, du fait de l'hostilité des éleveurs normands.

## La race Sarlabot dans la culture

### Victor Hugo en 1865
En 1865 paraît à Bruxelles le recueil de poèmes de Victor Hugo Les Chansons des rues et des bois. Dans celui-ci, dans le poème L'Ascension humaine, on trouve la vache Sarlabot.
Extrait :
Va, Dieu crée et développe

Un lion très réussi,

Un bélier, une antilope,

Sans le concours de Poissy.

Il fait l'aile de la mouche

Du doigt dont il façonna

L'immense taureau farouche

De la Sierra Morena ;

Et dans l'herbe et la rosée

Sa génisse au fier sabot

Règne, et n'est point éclipsée

Par la vache Sarlabot.

Oui, la graine dans l'espace

Vole à travers le brouillard,

Et de toi le vent se passe,

Semoir Jacquet-Robillard !
— Victor Hugo, Les Chansons des rues et des bois, L'Ascension humaine

## Galerie

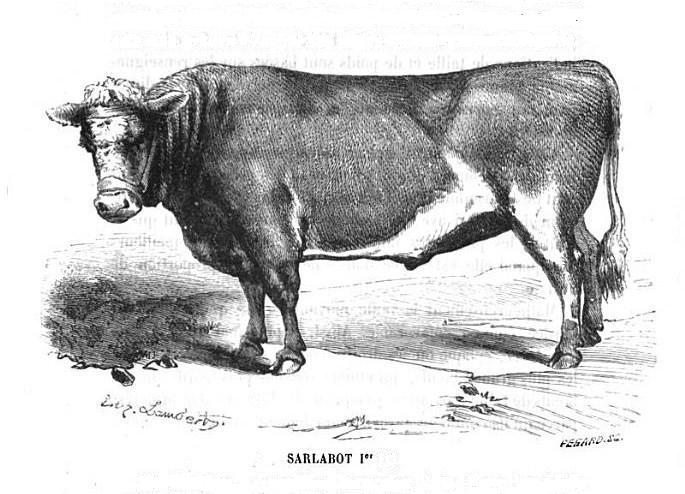
Sarlabot Bœuf Gras en 1857[25].
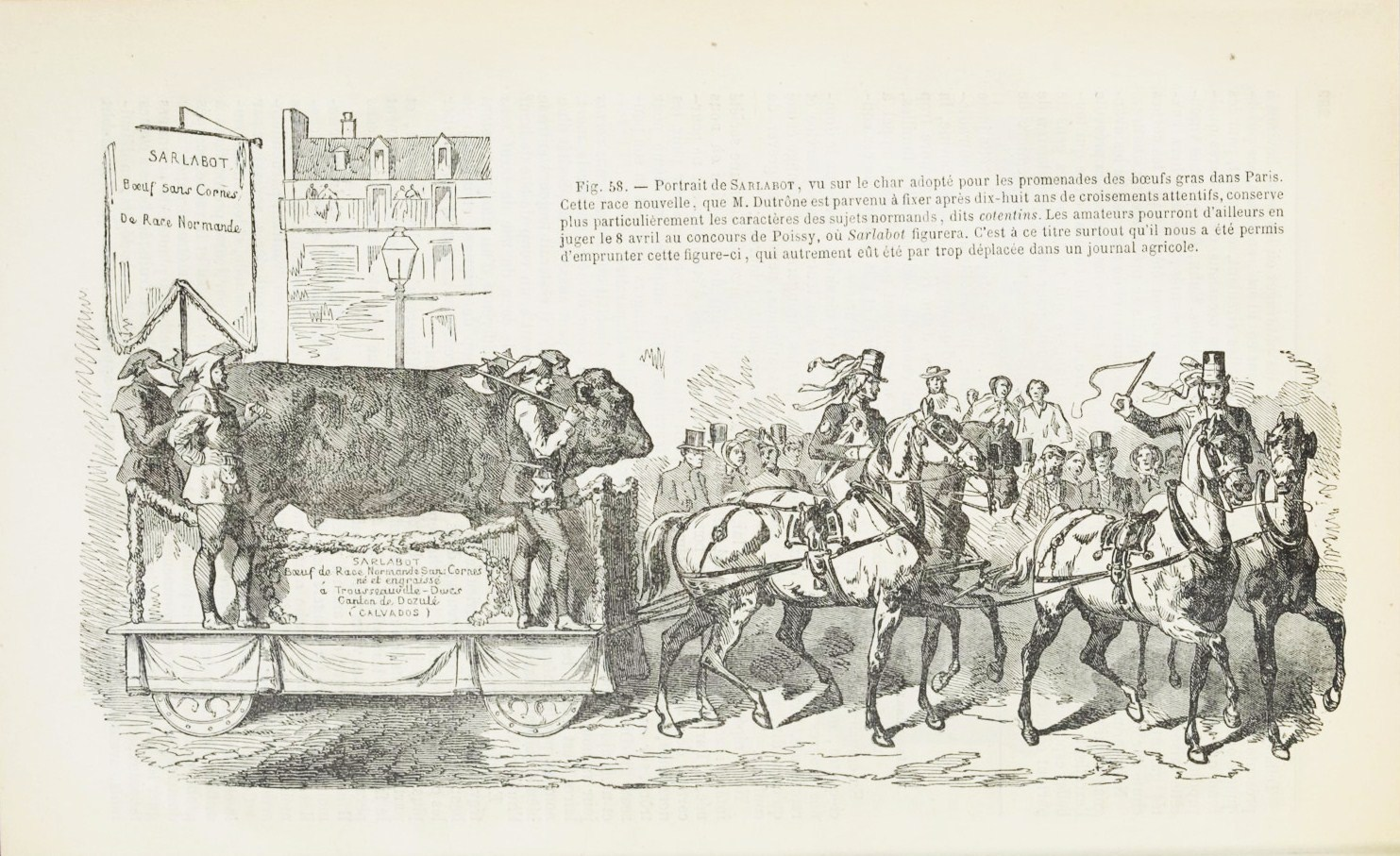
Le premier Bœuf Gras Sarlabot sur son char de Carnaval au défilé des Bœufs Gras 1857 à Paris[26].
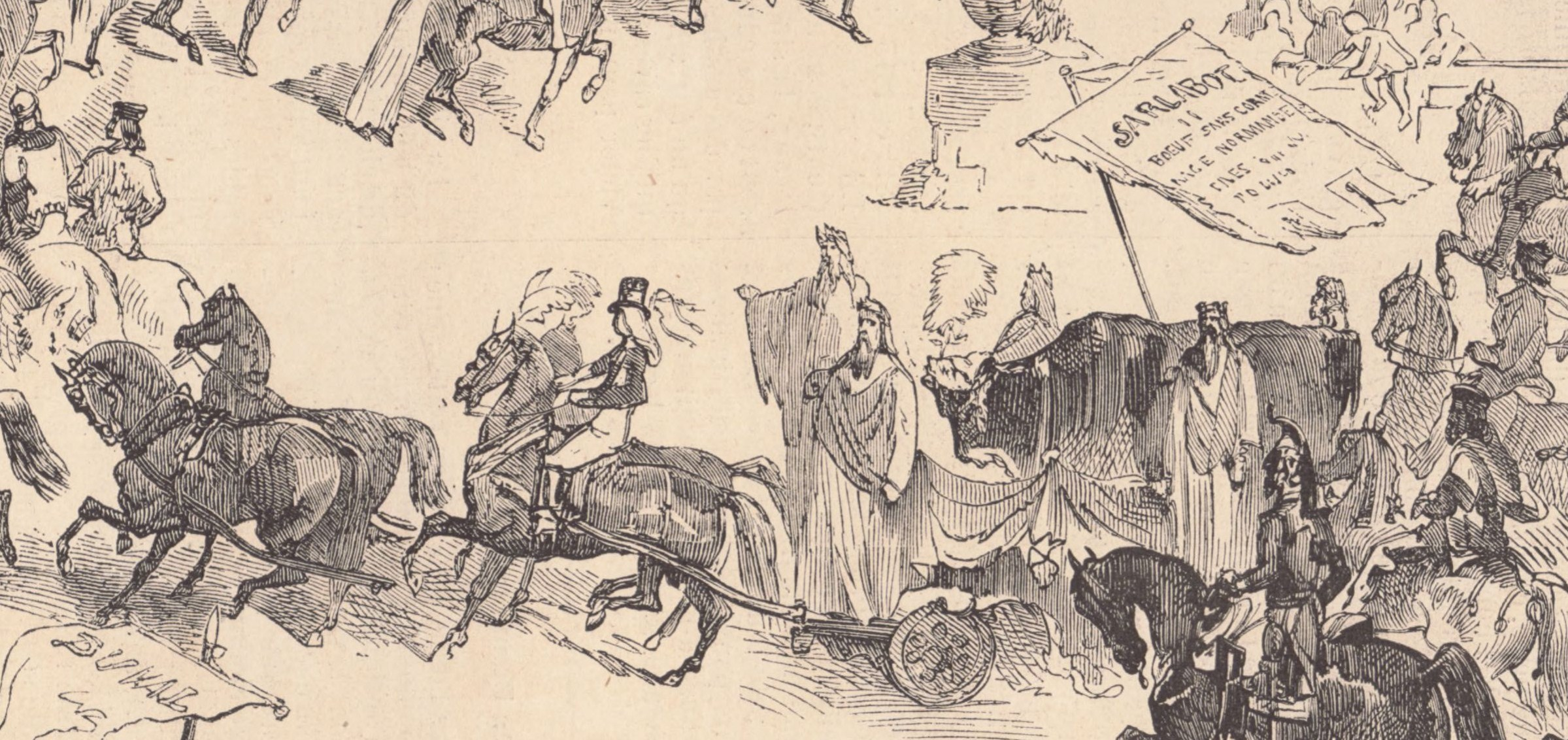
Le deuxième Bœuf Gras Sarlabot sur son char de Carnaval au défilé des Bœufs Gras 1858 à Paris[27].
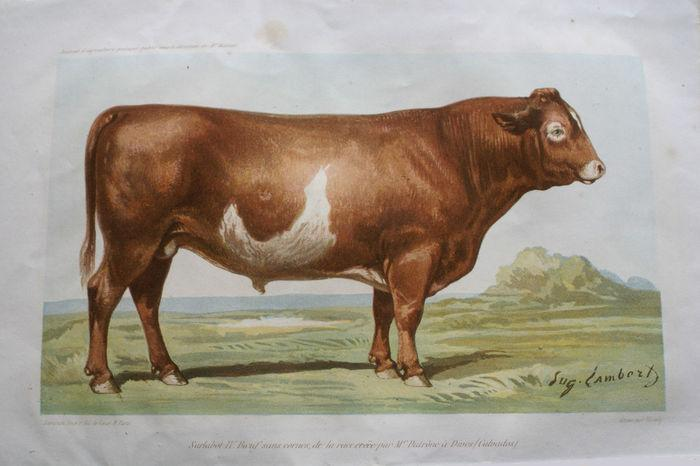
Le Bœuf Gras Sarlabot IV.
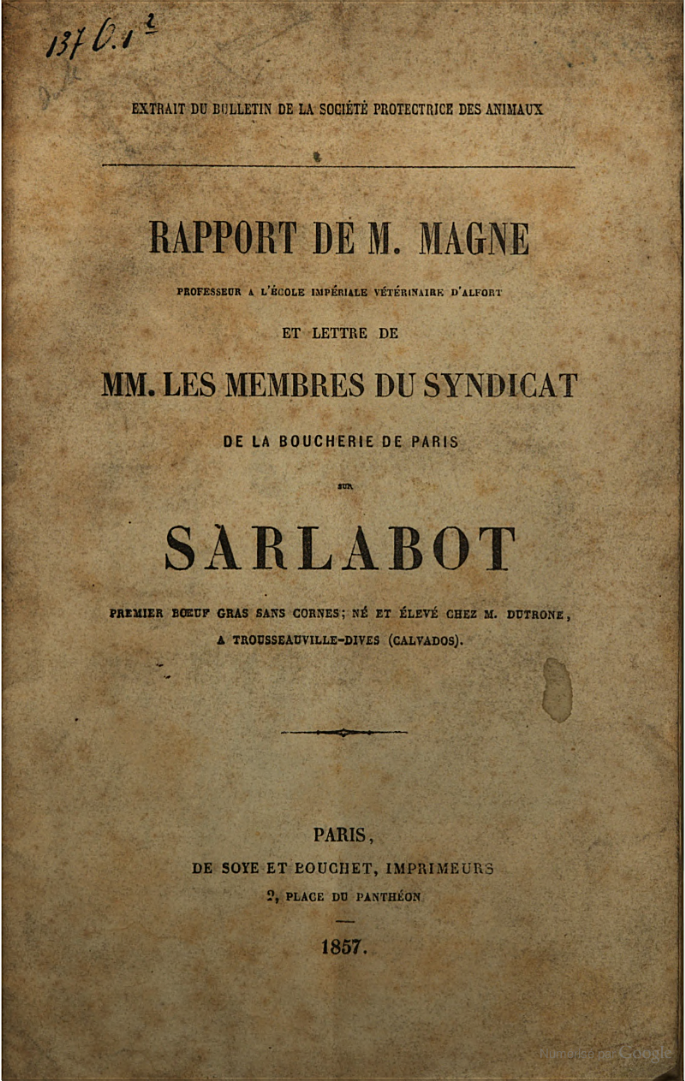
Brochure sur Sarlabot Bœuf Gras de 1857 (1857)
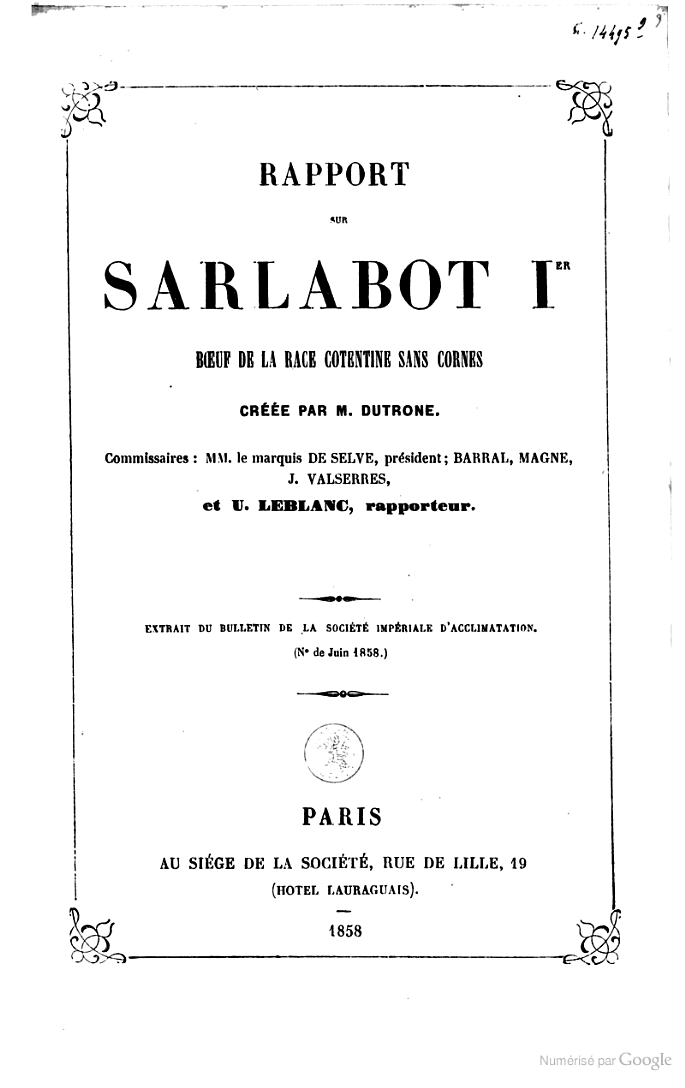
Une autre, publiée en 1858.

## Sources
- Rapport de M. Magne et lettre de M.M. les membres du syndicat de la boucherie de Paris sur Sarlabot, 1857.
- Rapport sur Sarlabot Ier bœuf de la race Cotentine sans cornes, 1858.
- Article dans le Bulletin de la Société impériale zoologique d'acclimatation en 1866 témoignant du succès de la race Sarlabot en Belgique.
- La race de Sarlabot, par J. Giniéis, répétiteur de zootechnie à l'École de Grignon., Recueil de médecine vétérinaire, 15 juillet 1907, p. 434-437.